# Major Indoor Soccer League (1978-1992)
Pour les articles homonymes, voir MISL.
La Major Indoor Soccer League (MISL) est la principale ligue professionnelle de soccer intérieur aux États-Unis de 1978 à 1992 et même  la principale ligue professionnelle de football depuis la disparition de la North American Soccer League en 1984. En 1990 elle prend le nom de Major Soccer League avant de disparaître en 1992.
Les règles et le format sont assez différents de ceux du football en salle avec lequel le showbol ne doit pas être confondu.

## Le format
Créé pour être joué en hiver, la compétition se joue souvent dans des patinoires de hockey recouverte d'une pelouse artificielle. 
Chaque match oppose deux équipes de six joueurs (dont un gardien) sur des terrains rectangulaires (voire octogonaux) délimités par des rebords, comme en hockey. Une partie dure soixante minutes et est divisée en quatre quart-temps de quinze minutes. Les matchs ne sont qu'une partie du spectacle, accompagnées de musique, de spectacles son et lumière, de pom-pom girls, etc.

## Histoire
Le MISL a été fondé par les hommes d'affaires Ed Tepper et Earl Foreman en octobre 1977, dans le but de combler le trou laissé l'hiver par la North American Soccer League, la ligue professionnelle de football à 11 qui se termine au début de l'automne. Ils le font non pas avec du football classique, mais avec une version plus compacte, demandant peu de moyens, et plus spectaculaire (onze buts par match en moyenne) :  l'indoor soccer.
La première saison à lieu durant l'hiver 1978-1979 avec six équipes alignées et le succès vient rapidement. La ligue a accueilli en moyenne 7 644 fans par match au cours de ses 14 saisons régulières et 9 049 fans par match en moyenne au cours de ses 14 séries éliminatoires, et elle touche de nouveaux publics : des régions sans football jusqu'alors, un public mixte et familial attiré autant par le sport en lui-même que le spectacle proposé autour. 
Le nombre et la nature des équipes engagées à beaucoup varié, en général établi entre dix et douze il est monté jusqu'à quatorze (lors des saisons 1982-83 et 1984–85). Du fait de son positionnement hivernal en alternance avec la saison de football à 11 la ligue a attiré des joueurs ne NASL, et même lors de la saison 1982–83 trois clubs de NASL qui ont engagé une équipe indoor : le Sting de Chicago, les Earthquakes de Golden Bay et les Sockers de San Diego.
L'été 1984 marque la dernière saison de la NASL avant sa faillite, ce qui profite à la MILS qui devient ainsi la première ligue professionnelle de football sur le sol américain. C'est même celle qui est mise en avant par la Fédération des États-Unis de soccer lors de l'organisation de la Coupe du monde en 1994. Ce succès attise la convoitise et des ligues concurrentes voient le jour y compris via la NASL qui créé son propre championnat indoor en 1983. On compte la World Indoor Soccer League ou la Continental Indoor Soccer League mais c'est surtout l'American Indoor Soccer Association qui se démarque. Créée en 1984 mais qui à la fin des années 1980 change ses règles et surtout attirent des joueurs de la MISL en leur proposant des salaires plus élevés,. Cette inflation des salaires, ajoutée à la division des ressources notamment télévisuelles, précipitent la perte financière des clubs les uns après les autres, puis des ligues elle-même. La Major Indoor Soccer League change de nom et devient simplement Major Soccer League (MSL) en 1990, mais ce renommage n'enraye pas la chute et en 1991-1992 la dernière saison se joue à sept clubs seulement, avant que la faillite ne soit déclarée.

## Les équipes
Notamment en raison des faibles coûts d'engagement et salariaux, il y a eu un gros turnover, de nombreux renommages et de nombreuses relocalisations parmi les franchises qui ont composé la ligue pendant ses quatorze saisons d'existence : vingt-quatre équipes se sont succédé, sous trente-et-un noms différents et dans vingt-sept villes au total. Lors de la première édition elles étaient six engagées, au maximum elles furent quatorze (lors des saisons 1982-83 et 1984–85).
| Équipe                                                                    | Ville                                               | Salle                                                                             | Saisons          |
| ------------------------------------------------------------------------- | --------------------------------------------------- | --------------------------------------------------------------------------------- | ---------------- |
| Baltimore Blast Houston Summit, 1978–80                                   | Baltimore Houston                                   | Baltimore Arena The Summit                                                        | 1978–92          |
| Buffalo Stallions                                                         | Buffalo                                             | Buffalo Memorial Auditorium                                                       | 1979–84          |
| Chicago Horizons                                                          | Rosemont                                            | Rosemont Horizon                                                                  | 1980–81          |
| Sting de Chicago                                                          | Chicago                                             | Chicago Stadium Rosemont Horizon                                                  | 1982–83, 1984–88 |
| Cincinnati Kids                                                           | Cincinnati                                          | Riverfront Coliseum                                                               | 1978–79          |
| Cleveland Crunch                                                          | Cleveland                                           | Richfield Coliseum                                                                | 1989–92          |
| Cleveland Force                                                           | Cleveland                                           | Richfield Coliseum                                                                | 1978–88          |
| Dallas Sidekicks                                                          | Dallas                                              | Reunion Arena                                                                     | 1984–92          |
| Denver Avalanche                                                          | Denver                                              | McNichols Sports Arena                                                            | 1980–82          |
| Golden Bay Earthquakes                                                    | Oakland                                             | Oakland-Alameda County Coliseum Arena                                             | 1982–83          |
| Kansas City Comets San Francisco Fog, 1980–81 Detroit Lightning, 1979–80  | Kansas City Daly City Détroit                       | Kemper Arena Cow Palace Cobo Arena                                                | 1979–91          |
| Las Vegas Americans Memphis Americans, 1981–84 Hartford Hellions, 1979–81 | Paradise Memphis (Tennessee) Hartford (Connecticut) | Thomas & Mack Center Mid-South Coliseum New Haven Coliseum, Hartford Civic Center | 1979–85          |
| Los Angeles Lazers                                                        | Inglewood (Californie)                              | The Forum                                                                         | 1982–89          |
| Minnesota Strikers                                                        | Bloomington (Minnesota)                             | Met Center                                                                        | 1984–88          |
| New Jersey Rockets                                                        | East Rutherford                                     | Brendan Byrne Arena                                                               | 1981–82          |
| New York Arrows                                                           | Uniondale (New York)                                | Nassau Veterans Memorial Coliseum                                                 | 1978–84          |
| New York Express                                                          | Uniondale (New York)                                | Nassau Veterans Memorial Coliseum                                                 | 1986–87          |
| New York Cosmos                                                           | East Rutherford                                     | Brendan Byrne Arena                                                               | 1984–85          |
| Philadelphia Fever                                                        | Philadelphie                                        | The Spectrum                                                                      | 1978–82          |
| Phoenix Inferno/Pride                                                     | Phoenix (Arizona)                                   | Arizona Veterans Memorial Coliseum                                                | 1980–84          |
| Spirit de Pittsburgh                                                      | Pittsburgh                                          | Civic Arena                                                                       | 1978–80, 1981–86 |
| Sockers de San Diego                                                      | San Diego                                           | San Diego Sports Arena                                                            | 1982–83, 1984–92 |
| St. Louis Steamers                                                        | Saint-Louis                                         | St. Louis Arena                                                                   | 1979–88          |
| St. Louis Storm                                                           | Saint-Louis                                         | St. Louis Arena                                                                   | 1989–92          |
| Tacoma Stars                                                              | Tacoma                                              | Tacoma Dome                                                                       | 1983–92          |
| Wichita Wings                                                             | Wichita                                             | Kansas Coliseum                                                                   | 1979–92          |

## Champions MISL
| Saison  | Champion          | Série     | Finaliste          | MVP             | Résumé |
| ------- | ----------------- | --------- | ------------------ | --------------- | ------ |
| 1978–79 | New York Arrows   | 2–0       | Philadelphia Fever | Shep Messing    | [ 6 ]  |
| 1979–80 | New York Arrows   | 1-0 (7–4) | Houston Summit     | Slaviša Žungul  | [ 7 ]  |
| 1980–81 | New York Arrows   | 1-0 (6–5) | St. Louis Steamers | Slaviša Žungul  | [ 8 ]  |
| 1981–82 | New York Arrows   | 3–2       | St. Louis Steamers | Slaviša Žungul  | [ 9 ]  |
| 1982–83 | San Diego Sockers | 3–2       | Baltimore Blast    | Juli Veee       | [ 4 ]  |
| 1983–84 | Baltimore Blast   | 4–1       | St. Louis Steamers | Scott Manning   | [ 10 ] |
| 1984–85 | San Diego Sockers | 4–1       | Baltimore Blast    | Slaviša Žungul  | [ 5 ]  |
| 1985–86 | San Diego Sockers | 4–3       | Minnesota Strikers | Brian Quinn     | [ 11 ] |
| 1986–87 | Dallas Sidekicks  | 4–3       | Tacoma Stars       | Tatu            | [ 12 ] |
| 1987–88 | San Diego Sockers | 4–0       | Cleveland Force    | Hugo Pérez      | [ 13 ] |
| 1988-89 | San Diego Sockers | 4–3       | Baltimore Blast    | Victor Nogueira | [ 14 ] |
| 1989–90 | San Diego Sockers | 4–2       | Baltimore Blast    | Brian Quinn     | [ 15 ] |
| 1990–91 | San Diego Sockers | 4–2       | Cleveland Crunch   | Ben Collins     | [ 16 ] |
| 1991–92 | San Diego Sockers | 4–2       | Dallas Sidekicks   | Thompson Usiyan | [ 17 ] |

| Équipe            | Victoire | Années                                                                 |
| ----------------- | -------- | ---------------------------------------------------------------------- |
| San Diego Sockers | 8        | 1982–83, 1984–85, 1985–86, 1987–88, 1988–89, 1989–90, 1990–91, 1991–92 |
| New York Arrows   | 4        | 1978–79, 1979–80, 1980–81, 1981–82                                     |
| Baltimore Blast   | 1        | 1983–84                                                                |
| Dallas Sidekicks  | 1        | 1986–87                                                                |

## MVP
| Année   | MVP                                                                  |
| ------- | -------------------------------------------------------------------- |
| 1978–79 | Slaviša Žungul, New York Arrows                                      |
| 1979–80 | Slaviša Žungul, New York Arrows                                      |
| 1980–81 | Slaviša Žungul, New York Arrows                                      |
| 1981–82 | Slaviša Žungul, New York Arrows and Stan Terlecki, Pittsburgh Spirit |
| 1982–83 | Alan Mayer, San Diego Sockers                                        |
| 1983–84 | Stan Stamenkovic, Baltimore Blast                                    |
| 1984–85 | Slaviša Žungul, San Diego Sockers                                    |
| 1985–86 | Slaviša Žungul, San Diego Sockers                                    |
| 1986–87 | Antonio Carlos Pecorari, Dallas Sidekicks                            |
| 1987–88 | Erik Rasmussen, Wichita Wings                                        |
| 1988–89 | Predrag Radosavljević, Tacoma Stars                                  |
| 1989–90 | Antonio Carlos Pecorari, Dallas Sidekicks                            |
| 1990–91 | Victor Nogueira, San Diego Sockers                                   |
| 1991–92 | Victor Nogueira, San Diego Sockers                                   |